# Saint-Pierre-du-Perray
Saint-Pierre-du-Perray  [sɛ̃ piɛʁ d̪y peʁɛ] je francouzská obec v departementu Essonne v regionu Île-de-France.

## Poloha
Obec Saint-Pierre-du-Perray se nachází asi 29 km jihovýchodně od Paříže. Obklopují ji obce Tigery na severu, Lieusaint na severovýchodě, Savigny-le-Temple na východě, Nandy na jihovýchodě, Morsang-sur-Seine na jihu, Saintry-sur-Seine na jihozápadě, Corbeil-Essonnes na západě a Saint-Germain-lès-Corbeil na severozápadě.

## Vývoj počtu obyvatel
Počet obyvatel